# Yau Tsim Mong
Yau Tsim Mong (en chino: 油尖旺区, pinyin: Yóujiānwàng qū,en inglés: Yau Tsim Mong District) es uno de los 18 distritos de la ciudad de Hong Kong, República Popular China. Está ubicado en la parte sur central de la isla de Hong Kong. Su área es de 6,5 kilómetros cuadrados y su población es de 307 000 habitantes. El distrito tiene la tercera mayor densidad de población de todos los distritos. Seis líneas del metro de Hong Kong pasan por aquí y alberga la Estación de Hung Hom.
El nombre procede de la combinación de los nombres de los distritos Yau Tsim y Mong Kok que se fusionaron en 1994.